# ۱۲۸۰ (خورشیدی)
۱۲۸۰ هزار و دویست و هشتادمین سال هجری خورشیدی، سالی کبیسه است.

## رویدادها
- مهر – دستگیری اعضای انجمن سری آزادی‌خواهان در تهران و تبعید ایشان[۱]

## زادگان
- ۱۰ فروردین- حاج‌علی رزم‌آرا، نظامی و سیاستمدار
- 'مهدی الهی قمشه ای ، فیلسوف،فقیه،عارف،شاعر و مترجم قرآن. (درگذشت ۱۳۵۲)
- شهناز آزاد (شهناز رشدیه)؛ روزنامه‌نگار و از پیشگامان جنبش زنان در ایران و دختر میرزا حسن رشدیه.
- شمس الدین متاجی کجوری؛ از فقهای طراز اول خطه مازندران
- ورنر هایزنبرگ؛ فیزیکدان آلمانی و از بنیانگذاران فیزیک کوانتومی
- اسماعیل ادیب خوانساری: خواننده ایرانی. (درگذشته۱۳۶۱)
- حبیب سماعی: استاد برجسته سنتور. (درگذشت ۱۳۲۵)
- علی اکبر گلشن: روزنامه‌نگار، شاعر و نویسنده. (درگذشت۱۳۵۳)
- حبیب یغمایی: ادیب، شاعر و روزنامه‌نگار ایرانی. (درگذشت ۱۳۶۳)
- خلیل ملکی: سیاستمدار ایرانی.
- علی شایگان: روزنامه‌نگار، حقوقدان و سیاستمدار ایرانی.
- ۱۰ فروردین - حاج‌علی رزم‌آرا: نخست‌وزیر ایران در سال ۱۳۲۹.
- سید حسین خادمی: رئیس حوزه علمیه اصفهان.